# Camille Falconet
Pour les articles homonymes, voir Falconet.
Camille Falconet est un médecin et érudit français, né à Lyon le 29 mars 1671, et mort à Paris le 8 février 1762.

## Biographie
Camille Falconet appartenait à une ancienne famille lyonnaise. Il est le fils de Noël Falconet, docteur en médecine de la faculté de médecine de Montpellier, et de Marguerite Monin. Son arrière-grand-père, Charles Falconet était originaire de la ville d'Exilles, en Savoie, et médecin reconnu par la maison de Savoie, et a été médecin de Marguerite de Valois, première femme d'Henri IV. Son grand-père, André Falconet (1612-1691) a, tout comme Charles Falconet, eu des charges municipales dans la ville de Lyon. Son grand-père est connu par la correspondance qu'il a eue avec Guy Patin. Après ses études à Paris, il a été reçu médecin à Montpellier. Il lui[Qui ?] a demandé de surveiller les études de son fils aîné, Noël, quand il est venu poursuivre ses études à Paris. Noël Falconet étant attaché au grand écuyer de France, il a été obligé de quitter Lyon pour Paris, en confiant sa famille à son père. Camille Falconet a donc été élevé à Lyon par son grand-père. À sept ans, Camille Falconet ayant eu des faiblesses dans ses articulations des genoux qui l'obligeaient à garder le lit, son grand-père a eu l'idée de l'envoyer se baigner dans les eaux d'Aix-les-Bains pour le soigner.
Son grand-père l'a envoyé à Paris pour poursuivre ses études. Il a fait ses humanités au collège du Cardinal-Lemoine. Après avoir terminé sa rhétorique, à 14 ans, il a été rappelé à Lyon où il fait ses études de philosophie. Puis il part à Montpellier pour faire sa médecine. Il y a rencontré Pierre Chirac et François Chicoyneau, le premier ayant été son professeur, et le second, son compagnon d'étude. Au lieu de prendre son doctorat de médecine à Montpellier, son grand-père l'a envoyé à Avignon. Pour être admis dans le collège des médecins de Lyon, il a dû passer un nouvel examen et fut reçu avec un applaudissement général. Intéressé par le savoir, il se réunissait avec des amis dans son cabinet qui a été le berceau de l'Académie de Lyon.
À la demande de son père, il est venu s'installer à Paris, en 1707. Il est rapidement devenu célèbre. Il a été attaché aux maisons de Lorraine, de Bouillon, de Villeroi, de Pontchartrain. Le Grand écuyer lui a assuré la charge de médecin des grandes et petites écuries du roi. En 1709, il est médecin de la Chancellerie. La duchesse de Bouillon l'a fait entrer dans la brillante société qui se réunissait chez elle. Il a été le médecin du duc de Bouillon et de sa fille, mademoiselle de Bouillon. Un de ses amis, Claude Villemot, curé d'une paroisse lyonnaise a essayé de le faire revenir à Lyon. Il a écrit Nouveau système, ou nouvelle explication du mouvement des planètes que Camille Falconet a traduit en latin.
À la fin du règne de Louis XIV, il a été souvent consulté avec son père pour prolonger la vie du roi. Il est aussi consulté sur la santé de Louis XV, enfant.
Il a hérité d'une grosse fortune qu'il a consacrée en partie à la création d'une vaste bibliothèque. Il avait aimé les livres dans sa jeunesse, selon l'érudit Dreux du Radier, "Homme sincère et même brusque en apparence, (il) était recherché des étrangers comme du citoyen. Ses connaissances variées et fort étendues, sa manière d’écrire et de parler (...), ses recueils particuliers sur les sciences, sa mémoire et sa belle bibliothèque qui fait aujourd’hui une riche partie de celle de Roi, lui attiraient les visittes de beaucoup de personnes de lettres. Son cabinet était le rendez-vous des personnes de mérite et de la réputation la plus distinguée. J’y ai vu plusieurs fois MM d’Alembert et Diderot, Dumarais, Rameau, le compte de Caylus, le marquis d’Hérouville".
Sa bibliothèque comprenait environ 45 000 livres. Il aimait prêter ses livres. Dès 1742, il a demandé au roi que tous les livres de sa bibliothèque qui ne se trouvaient pas dans la bibliothèque du roi lui soient donnés après sa mort. Environ 11 000 livres rares et d'autres qui n'y étaient pas sont entrés dans la bibliothèque du roi. Il s'en était gardé l'usufruit, et le roi, en reconnaissance, lui avait donné une pension de 1 200 livres. Ces livres n'étaient pas compris dans la vente de sa bibliothèque, mais ils sont cités dans le Catalogue de la Bibliothèque de feu M. Falconet, médecin rédigé par Marie-Jacques Barrois, en 1762.
Il a été l'ami de Malebranche et de Fontenelle. Il a été élu membre de l'Académie royale des inscriptions et belles lettres en 1716 et pensionnaire en 1744. Il a rédigé la préface d'un livre de Fontenelle présentant le système cartésien.